# Lista de ministros do Superior Tribunal Militar
Esta é uma lista de ministros e ex-ministros do Superior Tribunal Militar (STM).
| Ordem de antiguidade | Ministro                                                     | Naturalidade      | Nomeação e posse                              | Observações                                                                |
| -------------------- | ------------------------------------------------------------ | ----------------- | --------------------------------------------- | -------------------------------------------------------------------------- |
| 1                    | José Xavier de Noronha Camões de Albuquerque de Sousa Moniz  | Portugal          | 1 de abril de 1808                            | Afastado por morte                                                         |
| 2                    | Manuel da Cunha Souto Maior                                  | Portugal          | 1 de abril de 1808                            | Afastado por morte                                                         |
| 3                    | Rodrigo Pinto Guedes                                         | Portugal          | 1 de abril de 1808                            | Afastado por morte                                                         |
| 4                    | Francisco de Sousa Coutinho                                  | Portugal          | 1 de abril de 1808                            | Afastado por morte                                                         |
| 5                    | Gaspar José de Matos Pereira e Lucena                        | Portugal          | 25 de abril de 1808                           | Também nomeado em 11 de junho de 1808 e afastado por morte                 |
| 6                    | João Batista de Azevedo Coutinho Montauri                    | Portugal          | 25 de abril de 1808                           | Também nomeado em 21 de dezembro de 1808 e afastado por morte              |
| 7                    | Nuno da Silva Telo de Menezes Corte Real                     | Portugal          | 25 de abril de 1808                           | Afastado por morte                                                         |
| 8                    | Joaquim José Ribeiro da Costa                                | Rio de Janeiro    | 25 de abril de 1808                           | Afastado por morte                                                         |
| 9                    | Francisco Antônio da Veiga Cabral da Câmara                  | Portugal          | 25 de abril de 1808                           | Também nomeado em 21 de dezembro de 1808 e afastado por morte              |
| 10                   | Carlos Antônio Napion                                        | Turim             | 25 de abril de 1808                           | Também nomeado em 21 de dezembro de 1808 e afastado por morte              |
| 11                   | Luís José de Carvalho e Melo                                 | Bahia             | 25 de abril de 1808                           | Exonerado a pedido em 1 de dezembro de 1821                                |
| 12                   | Francisco Lopes de Sousa Faria Lemos                         | Pernambuco        | 25 de abril de 1808                           | Também nomeado em 7 de janeiro de 1822 e afastado por morte                |
| 13                   | Joaquim de Amorim e Castro                                   | Bahia             | 25 de abril de 1808                           | Afastado por morte                                                         |
| 14                   | João Shadwell Connell                                        | Inglaterra        | 21 de dezembro de 1808                        | Afastado por morte                                                         |
| 15                   | Camilo Maria Tonnelet                                        | Portugal          | 13 de maio de 1810                            | Também nomeado em 13 de maio de 1818 e afastado por morte                  |
| 16                   | João de Barros Pereira do Lago Soares de Figueiredo Sarmento |                   | 22 de janeiro de 1818                         | Também nomeado em 13 de maio de 1818 e afastado por morte                  |
| 17                   | Paulo José da Silva Gama                                     | Rio de Janeiro    | 13 de janeiro de 1818                         | Afastado por morte                                                         |
| 18                   | Alexandre Eloi Porteli                                       | Lisboa            | 17 de dezembro de 1814                        | Também nomeado em 13 de maio de 1818 e afastado por morte                  |
| 19                   | José Duarte da Silva Negrão Coelho Ponte e Andrade           | Faro              | Nomeado em 13 de março de 1817                | Afastado por morte                                                         |
| 20                   | João de Sousa de Mendonça Côrte Real                         | Portugal          | Nomeado em 22 de janeiro de 1818              | Também nomeado em 13 de maio de 1818                                       |
| 21                   | José de Oliveira Barbosa                                     | Rio de Janeiro    | Nomeado em 22 de janeiro de 1818              | Também nomeado em 13 de maio de 1818 e afastado por morte                  |
| 22                   | José Joaquim de Lima e Silva                                 | Portugal          | 6 de fevereiro de 1818                        | Afastado por morte                                                         |
| 23                   | Luís Teles da Silva Caminha e Meneses                        | Lisboa            | 4 de julho de 1818                            | Afastado por morte                                                         |
| 24                   | José Caetano de Lima                                         | Portugal          | 6 de dezembro de 1818                         | Afastado por morte                                                         |
| 25                   | Luiz da Mota Fêo                                             | Portugal          | 25 de abril de 1820                           | Afastado por morte                                                         |
| 26                   | Joaquim José Monteiro Torres                                 | Portugal          | 13 de maio de 1820                            | Afastado por morte                                                         |
| 27                   | Inácio da Costa Quintela                                     | Lisboa            | 13 de maio de 1820                            | Afastado por morte                                                         |
| 28                   | João José da Veiga                                           | Ventosa do Bairro | 7 de setembro de 1820                         | Afastado por morte                                                         |
| 29                   | Joaquim Xavier Curado                                        | Pirenópolis       | 20 de dezembro de 1820 30 de dezembro de 1821 | Afastado por morte                                                         |
| 30                   | Joaquim de Oliveira Álvares                                  | Ilha da Madeira   | 12 de outubro de 1822                         | Afastado por morte                                                         |
| 31                   | Manuel Antônio Farinha                                       | Brasil            | 24 de fevereiro de 1823                       | Afastado por morte                                                         |
| 32                   | Antonio Manuel da Silveira Sampaio                           | Bragança          | 24 de fevereiro de 1823                       | Dispensado em 18 de outubro de 1833                                        |
| 33                   | Luís da Cunha Moreira                                        | Bahia             | Nomeado em 19 de novembro de 1823             | Também nomeado em 18 de julho de 1841 e afastado por morte                 |
| 34                   | Domingos Alves Branco Moniz Barreto                          | Salvador          | 10 de dezembro de 1823                        | Reformado em 25 de agosto de 1830                                          |
| 35                   | Francisco Maria Telles                                       | Portugal          | 24 de fevereiro de 1823                       | Também nomeado em 22 de janeiro de 1826 e aposentado em 2 de junho de 1841 |
| 36                   | Miguel José de Oliveira Pinto                                |                   | Nomeado em 22 de janeiro de 1826              | Aposentado em 2 de junho de 1841                                           |
| 37                   | Antônio José Dias Coelho                                     | Portugal          | 11 de abril de 1826                           |                                                                            |
| 38                   | Rodrigo Antônio de Morais de Lamare                          |                   | 3 de janeiro de 1828                          | Dispensado em 19 de dezembro de 1833                                       |
| 39                   | José Joaquim do Couto                                        | Elvas             | 7 de abril de 1828                            | Afastado por morte                                                         |
| 40                   | João Pedro Lecor                                             | Portugal          | 23 de junho de 1828                           | Aposentado em 14 de julho de 1840                                          |
| 41                   | Diogo Jorge de Brito                                         | Lisboa            | 12 de outubro de 1828                         | Afastado por morte                                                         |
| 42                   | Aires Antônio de Morais Âncora                               | Recife            | 1888                                          | Afastado por morte                                                         |